# UFC 319 : du Plessis contre Chimaev
UFC 319 : du Plessis contre Chimaev est un événement d'arts martiaux mixtes produit par l'Ultimate Fighting Championship qui a eu lieu le 16 août 2025 au United Center de Chicago, dans l'Illinois, aux États-Unis.

## Contexte
L'événement a marqué la huitième visite de la promotion à Chicago et la première depuis l'UFC 238 en juin 2019.
Un combat pour le titre de champion des poids moyens de l'UFC entre le champion actuel (également ancien champion des poids welters de la KSW ) Dricus du Plessis et le prétendant invaincu Khamzat Chimaev était la tête d'affiche de l'événement. Nassourdine Imavov devait servir de remplaçant potentiel pour ce combat, mais il a annoncé un mois plus tard que ce ne serait plus le cas car il visait un combat contre Caio Borralho,. À son tour, Borralho a annoncé qu'il serait le nouveau remplaçant pour l'événement principal. Un combat entre lui et Imavov est toujours prévu en tant que tête d'affiche de la Soirée de combat UFC : Imavov contre Borralho trois semaines plus tard.
Un combat de poids welters entre Geoff Neal et Carlos Prates s'est tenu au cours de cet événement. Ils devaient initialement se rencontrer à l'UFC 314 en avril, mais Neal avait dû se retirer du combat en raison d'une blessure.
Un combat de poids mouche féminin entre Karine Silva et JJ Aldrich était prévu pour cet événement. Cependant, Aldrich s'est retirée du combat pour des raisons non divulguées et a été remplacée par Dione Barbosa.
La finale des poids mouches de The Ultimate Fighter : Team Cormier contre Team Sonnen (en) a eu lieu lors de l'événement. La finale des poids welters entre Rodrigo Sezinando et Daniil Donchenko était prévue lors de l'événement mais a été déplacée à la Soirée de combat UFC : Lopes contre Silva un mois plus tard en raison d'une blessure subie par Sezinando,.
King Green et Carlos Diego Ferreira devaient se rencontrer dans un combat de poids légers sur la carte préliminaire. Cependant, Green a subi une blessure non divulguée pendant la semaine de combat et le duo a été abandonné.
Lors de la pesée, Bryan Battle, vainqueur du tournoi des poids moyens « The Return of The Ultimate Fighter : Team Volkanovski vs. Team Ortega », pesait 86 kg, soit 1,8 kg de plus que la limite pour les combats hors titre en poids moyen. Le combat devait se dérouler en poids convenu, mais son annulation a été annoncée peu après,.

## Carte de combat
| Carte principale                                                | Carte principale    | Carte principale | Carte principale      | Carte principale                         | Carte principale | Carte principale | Carte principale |
| Catégorie                                                       |                     |                  |                       | Méthode                                  | Round            | Chrono.          | Notes            |
| --------------------------------------------------------------- | ------------------- | ---------------- | --------------------- | ---------------------------------------- | ---------------- | ---------------- | ---------------- |
| Poids Moyens                                                    | Khamzat Chimaev     | déf.             | Dricus du Plessis (c) | Décision (unanime) (50–44, 50–44, 50–44) | 5                | 5:00             | a.               |
| Poids Plumes                                                    | Lerone Murphy       | déf.             | Aaron Pico            | KO (coup de coude en rotation)           | 1                | 3:21             |                  |
| Poids Welter                                                    | Carlos Prates       | déf.             | Geoff Neal            | KO (coup de coude en rotation)           | 1                | 4:59             |                  |
| Poids Moyens                                                    | Michael Page        | déf.             | Jared Cannonier       | Décision (unanime) (29–28, 29–28, 29–28) | 3                | 5:00             |                  |
| Poids Mouches                                                   | Tim Elliott         | déf.             | Kai Asakura           | Soumission (étranglement guillotine)     | 2                | 4:39             |                  |
| Carte préliminaire (ESPN+ / Disney+)                            |                     |                  |                       |                                          |                  |                  |                  |
| Poids Moyens                                                    | Baysangur Susurkaev | déf.             | Eric Nolan            | Soumission (étranglement rear-naked)     | 2                | 2:01             |                  |
| Poids Moyens                                                    | Michał Oleksiejczuk | déf.             | Gerald Meerschaert    | TKO (coups de poings)                    | 1                | 3:03             |                  |
| Poids Pailles Femmes                                            | Loopy Godinez       | déf.             | Jéssica Andrade       | Décision (unanime) (29–28, 29–28, 29–28) | 3                | 5:00             |                  |
| Poids Légers                                                    | Alexander Hernandez | déf.             | Chase Hooper          | TKO (coups de poings)                    | 1                | 4:58             |                  |
| Carte préliminaire anticipée (ESPN+ / Disney+ / UFC Fight Pass) |                     |                  |                       |                                          |                  |                  |                  |
| Poids Légers                                                    | Drakkar Klose       | déf.             | Edson Barboza         | Décision (unanime) (29–28, 29–28, 29–28) | 3                | 5:00             |                  |
| Poids Mouches Femmes                                            | Karine Silva        | déf.             | Dione Barbosa         | Décision (unanime) (29–28, 29–28, 29–28) | 3                | 5:00             |                  |
| Poids Mouches                                                   | Joseph Morales      | déf.             | Alibi Idiris          | Soumission (étranglement triangle)       | 2                | 3:04             | b.               |

a. Pour le championnat des poids moyens UFC.
b. Finale du tournoi poids mouches The Ultimate Fighter 33 (en)

## Récompenses bonus
Les combattants ci-dessous ont reçu chacun un bonus de 50 000 $:
- Combat de la soirée : aucun bonus attribué,
- Performance de la soirée : Khamzat Chimaev, Lerone Murphy, Carlos Prates et Tim Elliott.